# Memoriał Janusza Kusocińskiego 2021
Das 67. Memoriał Janusza Kusocińskiego war eine Leichtathletik-Veranstaltung, die am 20. Juni 2021 im Stadion Śląski im schlesischen Chorzów stattfand. Die Veranstaltung war Teil der World Athletics Continental Tour und zählte zu den Silber-Meetings, der zweithöchsten Kategorie dieser Leichtathletik-Serie.

## Resultate

### Männer

#### 100 m
| Platz | Athlet                 | Land | Zeit (s)  |
| ----- | ---------------------- | ---- | --------- |
| 1     | Marcell Jacobs         | ITA  | 10,06     |
| 2     | Ebrima Camara          | GAM  | 10,16 =PB |
| 3     | Arthur Cissé           | CIV  | 10,25     |
| 4     | Remigiusz Olszewski    | POL  | 10,29 SB  |
| 5     | Przemysław Słowikowski | POL  | 10,42     |
| 6     | Oliwer Wdowik          | POL  | 10,48     |
| 7     | Dominik Kopeć          | POL  | 10,50     |
| 8     | Karol Kwiatkowski      | POL  | 10,60     |
| 9     | Markus Fuchs           | AUT  | 10,65     |

Wind: +0,2 m/s

#### 400 m
| Platz | Athlet               | Land | Zeit (s) |
| ----- | -------------------- | ---- | -------- |
| 1     | Isaac Makwala        | BOT  | 44,47 SB |
| 2     | Karol Zalewski       | POL  | 45,14 SB |
| 3     | Kajetan Duszyński    | POL  | 45,51 PB |
| 4     | Dylan Borlée         | BEL  | 45,71 SB |
| 5     | Kevin Borlée         | BEL  | 45,78 SB |
| 6     | Dariusz Kowaluk      | POL  | 46,18 SB |
| 7     | Mateusz Rzeźniczak   | POL  | 46,40 PB |
| 8     | Tymoteusz Zimny      | POL  | 46,63 SB |
| 9     | Patryk Grzegorzewicz | POL  | 46,84 PB |

#### 800 m
| Platz | Athlet                       | Land | Zeit (min)    |
| ----- | ---------------------------- | ---- | ------------- |
| 1     | Patryk Dobek                 | POL  | 1:43,73 PB    |
| 2     | Jamie Webb                   | GBR  | 1:44,14 PB    |
| 3     | Elliot Giles                 | GBR  | 1:44,20 PB    |
| 4     | Marcin Lewandowski           | POL  | 1:44,31 SB    |
| 5     | Krzysztof Różnicki           | POL  | 1:44,51 NU20R |
| 6     | Teddese Lemi                 | ETH  | 1:44,65 PB    |
| 7     | Jeffrey Riseley              | AUS  | 1:44,85 SB    |
| 8     | Mateusz Borkowski            | POL  | 1:44,99       |
| 9     | Melese Nberet                | ETH  | 1:45,05 PB    |
| 10    | Lukáš Hodboď                 | CZE  | 1:45,74 PB    |
| 11    | Takieddine Hedeilli          | ALG  | 1:45,83 PB    |
| 12    | Kacper Lewalski              | POL  | 1:46,72 PB    |
| 13    | Adam Kszczot                 | POL  | 1:47,20 SB    |
|       | Patryk Sieradzki (Pacemaker) | POL  | DNF           |

#### 3000 m
| Platz | Athlet                  | Land | Zeit (min) |
| ----- | ----------------------- | ---- | ---------- |
| 1     | Michał Zieleń           | POL  | 8:24,68 PB |
| 2     | Szymon Dorożyński       | POL  | 8:24,76    |
| 3     | Dariusz Boratyński      | POL  | 8:24,96 SB |
| 4     | Tomasz Przybylak        | POL  | 8:28,56 PB |
| 5     | Konrad Pogorzelski      | POL  | 8:31,27    |
| 6     | Mateusz Gos             | POL  | 8:31,66 PB |
| 7     | Krzysztof Wasiewicz     | POL  | 8:34,88    |
| 8     | Michał Wójcik           | POL  | 8:42,22    |
| 9     | Krzysztof Żygenda       | POL  | 8:55,19    |
| 10    | Jakub Strzelczyk        | POL  | 8:58,12    |
| 11    | Patryk Szmit            | POL  | 8:59,01 PB |
| 12    | Maciej Megier           | POL  | 9:02,87    |
| 13    | Klaudiusz Wojciechowski | POL  | 9:06,18    |
| 14    | Krzysztof Zieliński     | POL  | 9:41,56    |
|       | Jakub Tuleja            | POL  | DNF        |

#### 110 m Hürden
| Platz | Athlet              | Land | Zeit (s) |
| ----- | ------------------- | ---- | -------- |
| 1     | Wilhem Belocian     | FRA  | 13,35    |
| 2     | Damian Czykier      | POL  | 13,46    |
| 3     | Gabriel Constantino | BRA  | 13,59    |
| 4     | Koen Smet           | NED  | 13,70    |
| 5     | Vladimir Vukicevic  | NOR  | 13,76    |
| 6     | Krzysztof Kiljan    | POL  | 14,01    |
| 7     | Olgierd Michniewski | POL  | 14,13    |
|       | Artur Noga          | POL  | DNF      |

Wind: −0,1 m/s

#### Hochsprung
| Platz | Athletin              | Land | Höhe (m) |
| ----- | --------------------- | ---- | -------- |
| 1     | Norbert Kobielski     | POL  | 2,20     |
| 2     | Sylwester Bednarek    | POL  | 2,15     |
| 3     | Sebastian Moszczyński | POL  | 2,15 PB  |
| 4     | Jakub Moskal          | POL  | 2,10 SB  |

#### Stabhochsprung
| Platz         | Athletin            | Land | Höhe (m) |
| ------------- | ------------------- | ---- | -------- |
| 1             | Renaud Lavillenie   | FRA  | 5,92 SB  |
| 2             | Valentin Lavillenie | FRA  | 5,80 SB  |
| 3             | Robert Sobera       | POL  | 5,70 SB  |
| 4             | Piotr Lisek         | POL  | 5,70 SB  |
| 5             | Paweł Wojciechowski | POL  | 5,60 SB  |
| 6             | Valco van Wyk       | RSA  | 5,20     |
|               | Ethan Cormont       | FRA  | NMH      |
| Harry Coppell | GBR                 | NMH  |          |

#### Kugelstoßen
| Platz | Athlet            | Land | Weite (m) |
| ----- | ----------------- | ---- | --------- |
| 1     | Michał Haratyk    | POL  | 20,73     |
| 2     | Kyle Blignaut     | RSA  | 20,61     |
| 3     | Jakub Szyszkowski | POL  | 19,89     |
| 4     | Zane Weir         | ITA  | 19,50     |
| 5     | Leonardo Fabbri   | ITA  | 18,92     |
| 6     | Sebastian Łukszo  | POL  | 18,62     |
| 7     | Piotr Goździewicz | POL  | 18,33     |
| 8     | Szymon Mazur      | POL  | 17,73     |

#### Diskuswurf
| Platz | Athlet            | Land | Weite (m) |
| ----- | ----------------- | ---- | --------- |
| 1     | Bartłomiej Stój   | POL  | 64,34 SB  |
| 2     | Piotr Małachowski | POL  | 63,99 SB  |
| 3     | Robert Urbanek    | POL  | 61,91     |
| 4     | Oskar Stachnik    | POL  | 59,83     |

#### Hammerwurf
| Platz | Athlet             | Land | Weite (m) |
| ----- | ------------------ | ---- | --------- |
| 1     | Paweł Fajdek       | POL  | 82,14     |
| 2     | Wojciech Nowicki   | POL  | 79,92     |
| 3     | Mychajlo Kochan    | UKR  | 78,57 PB  |
| 4     | Bence Halász       | HUN  | 75,99     |
| 5     | Waleri Pronkin     | ANA  | 75,91     |
| 6     | Marcin Wrotyński   | POL  | 71,02     |
| 7     | Dawid Piłat        | POL  | 69,84     |
| 8     | Tomasz Ratajczyk   | POL  | 66,46 PB  |
| 9     | Arkadiusz Rogowski | POL  | 65,88     |

### Frauen

#### 100 m
| Platz | Athlet                | Land | Zeit (s) |
| ----- | --------------------- | ---- | -------- |
| 1     | Gina Bass             | GAM  | 11,17 SB |
| 2     | Ewa Swoboda           | POL  | 11,20    |
| 3     | Vittoria Fontana      | ITA  | 11,36    |
| 4     | Arialis Gandulla      | POR  | 11,37    |
| 5     | Rosângela Santos      | BRA  | 11,51    |
| 6     | Klaudia Adamek        | POL  | 11,52    |
| 7     | Paulina Paluch        | POL  | 11,54    |
| 8     | Paulina Guzowska      | POL  | 11,63    |
| 9     | Magdalena Stefanowicz | POL  | 11,74    |

Wind: +0,7 m/s

#### 400 m
| Platz | Athlet                   | Land | Zeit (s) |
| ----- | ------------------------ | ---- | -------- |
| 1     | Beatrice Masilingi       | NAM  | 49,88 PB |
| 2     | Roxana Gómez             | CUB  | 50,76 PB |
| 3     | Justyna Święty-Ersetic   | POL  | 51,04    |
| 4     | Małgorzata Hołub-Kowalik | POL  | 51,45 SB |
| 5     | Iga Baumgart-Witan       | JAM  | 51,92 SB |
| 6     | Susanne Walli            | AUT  | 51,99 PB |
| 7     | Kornelia Lesiewicz       | POL  | 52,19 PB |
| 8     | Lisanne de Witte         | NED  | 52,68    |

#### 800 m
| Platz | Athlet                      | Land | Zeit (min) |
| ----- | --------------------------- | ---- | ---------- |
| 1     | Freweyni Gebreezibeher      | ETH  | 1:57,57 PB |
| 2     | Catriona Bisset             | AUS  | 1:58,09 AR |
| 3     | Rénelle Lamote              | FRA  | 1:58,11 SB |
| 4     | Katharina Trost             | GER  | 1:58,68 PB |
| 5     | Angelika Sarna              | POL  | 1:59,72 PB |
| 6     | Joanna Jóźwik               | POL  | 2:01,35    |
| 7     | Anna Wielgosz               | POL  | 2:02,23 SB |
| 8     | Adrianna Czapla             | POL  | 2:02,81 PB |
| 9     | Marharyta Katschanawa       | BLR  | 2:03,84 SB |
| 10    | Milena Korbut               | POL  | 2:08,21    |
| 11    | Alicja Stój                 | POL  | 2:08,41 SB |
|       | Aneta Lemiesz (Pacemakerin) | POL  | DNF        |

#### 1500 m
| Platz                     | Athlet                    | Land | Zeit (min)    |
| ------------------------- | ------------------------- | ---- | ------------- |
| 1                         | Gudaf Tsegay              | ETH  | 3:54,01 MR PB |
| 2                         | Hirut Meshesha            | ETH  | 3:59,43 PB    |
| 3                         | Sarah Healy               | IRL  | 4:07,63       |
| 4                         | Hiwot Mehari              | ETH  | 4:08,32 PB    |
| 5                         | Gela Hambese Degafa       | ETH  | 4:08,79       |
| 6                         | Martyna Galant            | POL  | 4:08,96 SB    |
| 7                         | Erin Wallace              | GBR  | 4:08,97       |
| 8                         | Renata Pliś               | POL  | 4:09,29 SB    |
| 9                         | Eliza Megger              | POL  | 4:10,06 PB    |
| 10                        | Weronika Lizakowska       | POL  | 4:11,86 PB    |
| 11                        | Hanna Hermansson          | SWE  | 4:14,50 SB    |
| 12                        | Birri Abera               | ETH  | 4:19,43       |
| 13                        | Aleksandra Płocińska      | POL  | 4:14,94       |
| 14                        | Olimpia Breza             | POL  | 4:20,34       |
|                           | Sindu Girma (Pacemakerin) | ETH  | DNF           |
| Beata Topka (Pacemakerin) | POL                       | DNF  |               |

#### 100 m Hürden
| Platz | Athlet              | Land | Zeit (s) |
| ----- | ------------------- | ---- | -------- |
| 1     | Marthe Koala        | BFA  | 12,86 NR |
| 2     | Pia Skrzyszowska    | POL  | 12,90    |
| 3     | Klaudia Siciarz     | POL  | 12,92    |
| 4     | Xenija Labygina     | ANA  | 13,12 PB |
| 5     | Sharona Bakker      | NED  | 13,23    |
| 6     | Klaudia Wojtunik    | POL  | 13,32    |
| 7     | Eline Berings       | BEL  | 13,37    |
| 8     | Zuzanna Hulisz      | POL  | 13,50 SB |
| 9     | Martyna Skierkowska | POL  | 13,91    |

Wind: +0,3 m/s

#### Hochsprung
| Platz | Athletin          | Land | Höhe (m) |
| ----- | ----------------- | ---- | -------- |
| 1     | Eleanor Patterson | AUS  | 1,96 SB  |
| 2     | Alessia Trost     | ITA  | 1,93 SB  |
| 3     | Emily Borthwick   | GBR  | 1,90     |
| 4     | Karyna Dsjamidsik | BLR  | 1,90     |
| 5     | Ioanna Zakka      | GRC  | 1,85     |
| 6     | Wiktoria Miąso    | POL  | 1,80     |

#### Hammerwurf
| Platz | Athletin           | Land | Weite (m) |
| ----- | ------------------ | ---- | --------- |
| 1     | Malwina Kopron     | POL  | 74,93     |
| 2     | Anita Włodarczyk   | POL  | 73,59     |
| 3     | Réka Gyurátz       | HUN  | 70,73     |
| 4     | Joanna Fiodorow    | POL  | 70,58     |
| 5     | Iryna Klymez       | UKR  | 70,10     |
| 6     | Hanna Skydan       | AZE  | 69,71     |
| 7     | Katarzyna Furmanek | POL  | 69,65     |
| 8     | Marika Kaczmarek   | POL  | 64,82     |
| 9     | Aleksandra Śmiech  | POL  | 63,94     |